# مارین کور ایر گراند کومبات سنتر۲۹ پالمز
مارین کور ایر گراند کومبات سنتر۲۹ پالمز (به انگلیسی: Marine Corps Air Ground Combat Center Twentynine Palms) یک حوزه سرشماری در ایالات متحده آمریکا است که در کالیفرنیا قرار دارد.